# Alónia (ort i Grekland, Mellersta Makedonien)
Alónia är en ort i Grekland.   Den ligger i prefekturen Nomós Pierías och regionen Mellersta Makedonien, i den norra delen av landet, 290 km norr om huvudstaden Aten. Alónia ligger 176 meter över havet och antalet invånare är 653.
Terrängen runt Alónia är platt åt sydost, men åt nordväst är den kuperad. Runt Alónia är det ganska tätbefolkat, med 70 invånare per kvadratkilometer. Närmaste större samhälle är Kateríni, 14,1 km söder om Alónia. Trakten runt Alónia består till största delen av jordbruksmark.